# Murraya elongata
Murraya elongata är en vinruteväxtart som beskrevs av A. Dc. och Joseph Dalton Hooker. Murraya elongata ingår i släktet Murraya och familjen vinruteväxter. Inga underarter finns listade i Catalogue of Life.